# 3. ŽNL Sisačko-moslavačka NS Kutina 2011./12.
Prvenstvo se igralo dvokružno. Prvenstvo je osvojio NK Jelengrad Gornja Jelenska. U viši rang (2. ŽNL Sisačko-moslavačku) su se plasirali NK Jelengrad Gornja Jelenska (direktno) i NK Dinamo Kutina (kroz dodatne kvalifikacije).

## Tablica
| Mj. | Klub                         | Sus. | Pobj. | Ner. | Por. | GR.   | Bod. |
| --- | ---------------------------- | ---- | ----- | ---- | ---- | ----- | ---- |
| 1.  | NK Jelengrad Gornja Jelenska | 20   | 17    | 2    | 1    | 66:16 | 53   |
| 2.  | NK Dinamo Kutina             | 20   | 13    | 3    | 4    | 55:30 | 42   |
| 3.  | NK Matija Gubec Kutina       | 20   | 11    | 3    | 6    | 51:26 | 36   |
| 4.  | NK Ekonomik Donja Vlahinička | 20   | 11    | 3    | 6    | 45:35 | 36   |
| 5.  | ŠNK Sloga Potok              | 20   | 11    | 1    | 8    | 49:46 | 34   |
| 6.  | NK Naftaplin Stružec         | 20   | 9     | 4    | 7    | 39:33 | 31   |
| 7.  | NK Selište                   | 20   | 7     | 2    | 11   | 40:57 | 23   |
| 8.  | ŠNK Dinamo Jamarice          | 20   | 5     | 5    | 10   | 27:33 | 20   |
| 9.  | NK Moslavina Donja Gračenica | 20   | 5     | 3    | 12   | 37:62 | 18   |
| 10. | NK Garić Ilova               | 20   | 4     | 4    | 12   | 45:59 | 16   |
| 11. | NK Brinjani                  | 20   | 0     | 4    | 16   | 23:80 | 4    |

## Dodatne kvalifikacije za popunu 2. ŽNL
Za preostalo 4. mjesto koje vodi u 2. ŽNL Sisačko-moslavačku borili su se drugoplasirani klubovi iz sve tri grupe

### Rezultati
| Datum            | Utakmica                                      | Rezultat |
| ---------------- | --------------------------------------------- | -------- |
| 17. lipnja 2012. | NK AŠK Staro Pračno - NK Jedinstvo Drenov Bok | 3:2      |
| 22. lipnja 2012. | NK Dinamo Kutina - NK AŠK Staro Pračno        | 4:4      |
| 24. lipnja 2012. | NK Jedinstvo Drenov Bok - NK Dinamo Kutina    | 2:7      |

### Tablica kvalifikacija
| Mj. | Klub                    | Sus. | Pobj. | Ner. | Por. | GR.  | Bod. |
| --- | ----------------------- | ---- | ----- | ---- | ---- | ---- | ---- |
| 1.  | NK Dinamo Kutina        | 2    | 1     | 1    | 0    | 11:6 | 4    |
| 2.  | NK AŠK Staro Pračno     | 2    | 1     | 1    | 0    | 7:6  | 4    |
| 3.  | NK Jedinstvo Drenov Bok | 2    | 0     | 0    | 2    | 4:10 | 0    |

Iako je kroz kvalifikacije promociju izborio NK Dinamo Kutina, u 2. ŽNL Sisačko-moslavačku se kvalificirao NK AŠK Staro Pračno.